# قضية جريمة أو جاي سيمبسون
قضية جريمة أو جاي سيمبسون، واسمها رسميا شعب ولاية كاليفورنيا ضد أورينتال جيمس سيمبسون (بالإنجليزية: People of the State of California v. Orenthal James Simpson)، (أو الشعب ضد أو جاي سيمبسون) هي محاكمة جنائية عقدت في المحكمة العليا في مقاطعة لوس أنجليس، حيث اتهم اللاعب السابق في دوري كرة القدم الوطني (NFL) والممثل أو جاي سيمبسون بجريمتي قتل وذلك عن قتل زوجته السابقة نيكول براون سيمبسون وصديقها نادل المطعم رون غولدمان في 12 يونيو 1994. امتدت المحاكمة على مدى أحد عشر شهرا، من أداء هيئة المحلفين اليمين الدستورية في 9 نوفمبر 1994. تم الإدلاء ببيانات القضية الأولية في 24 يناير 1995،  وتم الإعلان عن الحكم في 3 أكتوبر 1995، عندما أعلن أن سيمبسون غير مذنب بارتكاب أي من الجريمتين. وصفت صحيفة يو إس إيه توداي القضية بأنها أكثر محاكمة جنائية حظيت بتغطية إعلامية في التاريخ.
مثل سيمبسون فريق دفاع رفيع المستوى (أشير إليه أيضا باسم «فريق الأحلام»)، الذي كان يقوده في البداية روبرت شابيرو ثم تولى قيادته جون كوكران. كما ضم الفريق ف. لي بيلي وآلان ديرشويتز وروبرت كارداشيان وشون هولي وكارل أي دوغلاس وجيرالد أولمن. وضم الفريق باري شيك وبيتر نيوفيلد وهما محاميان إضافيان متخصصان في أدلة الحمض النووي.
رأى نائبا المدعي العام مارشيا كلارك وكريستوفر داردن أن لديهما قضية مضمونة ضد سيمبسون، ولكن كوكران تمكن من إقناع المحلفين بأن هناك شكوكا معقولة حول أدلة الحمض النووي (وهي تقنية كانت جديدة نسبيا بين أدلة المحاكمات في ذلك الوقت)،  مثل زعمه أن علماء وفنيي المختبرات لم يحسنوا التعامل مع أدلة عينات الدم، وكذلك بالظروف المحيطة بالأدلة الأخرى. كما ادعى كوكران وفريق الدفاع بوجود مزاعم أخرى بسوء السلوك من قبل إدارة شرطة لوس أنجلوس (LAPD) تتعلق بالعنصرية داخل النظام. أطلق على هذه القضية لقب «محاكمة القرن» لما حظيت به من اهتمام وطني وذلك بسبب شهرة سمبسون والمسائل العرقية والمحاكمة المتلفزة المطولة. بحلول نهاية المحاكمة، أظهرت الدراسات الاستقصائية الوطنية اختلافات كبيرة بين الأمريكيين السود والبيض بشأن براءة سمبسون.
رفعت أسر براون وغولدمان لاحقا دعوى مدنية ضد سيمبسون. في 4 فبراير 1997، وجدت هيئة المحلفين أن سيمبسون مسؤول عن كلتا الوفاتين. وقد منحت الأسرتان تعويضات بلغت 33.5 مليون دولار، ولكنها لم تحصل إلا على جزء صغير من ذلك.

## الخلفية

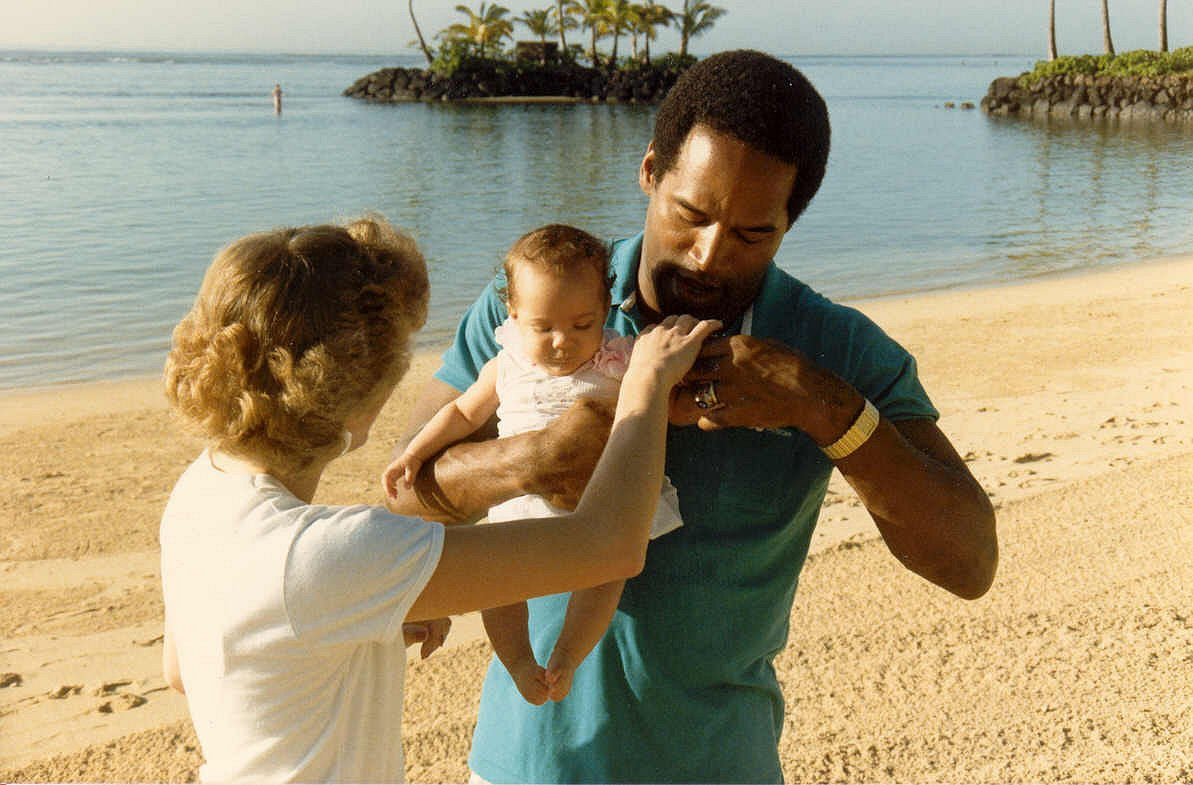
صورة تم إلتقاطها عام 1986 في فندق الكاهالا هيلتون، هونولولو، هاواي

### زواج سمبسون وبروان
تم عقدقرآن نيكول بروان وأو جيه سمبسون في الثاني من أكتوبر من عام 1985، وذلك عقب اعتزاله كرة القدم للمحترفين بخمس سنوات. رُزقا بطفلين، سيدني بروك سمبسون (ولدت عام 1985) وجاستن رايان سمبسون (ولد عام 1988). استمر هذا الزواج لمدة سبع سنوات، والتي كان سمبسون فيها عرضة للتحقيق بسبب شكاوى عنف منزلي رُفعت ضده مرات عديدة وقام بإنكار هذه التهم. رفعت نيكول دعوى طلاق في الخامس والعشرين من فبراير 1992، بحجة «إنعدام التوافق» بينها وبين سمبسون. استمرت الإعتداءت؛ حيث قامت نيكول بإلاتصال بـ911 (رقم هاتف الطوارئ) في الخامس والعشرون من أكتوبر،1993 وقالت وهي تبكي «[سمبسون] سوف يقوم بضربي بشكل مبرح».